# Euaspidoceras
Euaspidoceras – rodzaj głowonogów z wymarłej podgromady amonitów, z rzędu Ammonitida.
Żył na przełomie środkowej i późnej jury (kelowej – oksford).